# Salvatore Commesso
Salvatore Commesso (født 28. marts 1975) er en italiensk professionel cykelrytter.